# Brisbane Knights FC
Brisbane Knights FC je hrvatski nogometni klub iz Brisbanea u Australiji utemeljen 1957. godine.

## Povijest
Klub je osnovan 1952. kao "HNK Croatia Brisbane", ali je ubrzo raspušten. Rastom hrvatske zajednice kroz iduće godine klub je ponovno osnovan 1957. godine. 15. svibnja 1957. klub je registriran kao službeni nogometni klub. 
Odlukom Austalskog nogometnog saveza iz 1992. godine, svi klubovi su iz svojih naziva morali izbaciti nacionalna obilježja, tako da je tadašnja Croatia Brisbane promijenila ime u ime u "Rocklea United" te 2013. u "Brisbane Knights FC".

## Uspjesi
- Australsko-hrvatski nogometni turnir: 1982.
- Ampol kup: drugoplasirani 1985.
- Divizija 1: 1999.
- Divizija 1: drugoplasirani 1998.

## Vanjske poveznice
- Matica[neaktivna poveznica] 50 godina Brisbane Croatije